# كالوم مكفادزين
كالوم مكفادزين (بالإنجليزية: Callum McFadzean)‏ هو لاعب كرة قدم محترف، من مواليد 16 يناير 1994، يلعب في مركز الظهير الأيسر لنادي ريكسهام.

## روابط خارجية
- كالوم مكفادزين على موقع قاعدة بيانات كرة القدم.إي يو (الإنجليزية)
- كالوم مكفادزين على موقع Soccerbase.com (لاعب) (الإنجليزية)
- كالوم مكفادزين على موقع Soccerway.com (الإنجليزية)